# Bowling for Columbine
Bowling for Columbine er en amerikansk dokumentarfilm fra 2002, instrueret af og med Michael Moore. 
Moore undersøger i filmen, hvad han mener er grunden til massakren på Columbine High School og andre voldelige episoder med våben. Moore fokuserer på baggrunden og miljøet på det sted, hvor massakren skete. Filmen ser på voldens natur i USA og fokuserer på våben som både et symbol på amerikansk frihed og selvdestruktion.
I diskussionen inddrager han så forskellige mennesker som South Parks medskaber Matt Stone, National Rifle Associations daværende præsident Charlton Heston og musikeren Marilyn Manson, for at belyse dels den skete massakre og dels, hvorfor USA har en højere andel af voldelig kriminalitet (især med våben) end andre udviklede nationer.
Filmen vandt utallige priser inklusive 55-års jubilæumsprisen i Cannes, en Oscar for bedste dokumentar, en César pris for bedste udenlandske film.[kilde mangler]

## Modtagelse
Filmen blev meget godt modtaget af filmanmelderne og har opnået så meget som 96% på Rotten Tomatoes. Den kendte amerikanske filmkritiker Roger Ebert beskrev den som «brilliant» og gav den næsthøjeste karakter.
Filmen blev den største kommercielle succes for en dokumentarfilm til dato, og indbragte over $21 millioner på amerikanske biografer alene og $58 millioner på verdensplan. Den slog dermed den 11-årige rekord for Madonna: Truth or Dare fra 1991. Moores Fahrenheit 9/11 slog rekorden til Bowling for Columbine i 2004 og er til dato den mest indbringende dokumentarfilm.